# Carta di debito

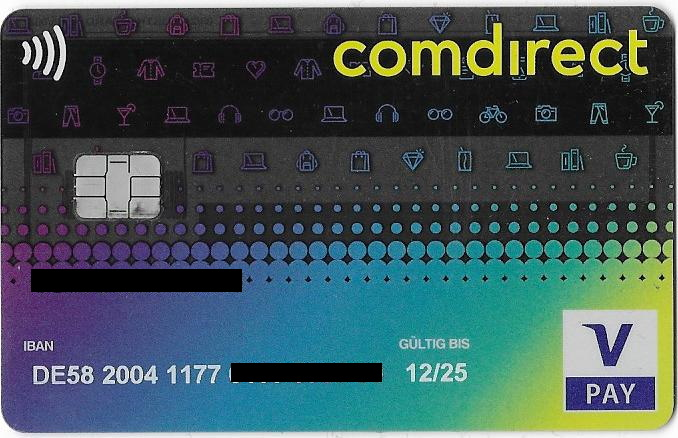
Carta di debito V Pay

La carta di debito è una tipologia di carta di pagamento che prevede l'addebito delle cifre spese sul conto corrente bancario del titolare, contestualmente all'esecuzione dell'operazione. 
In Italia spesso ci si riferisce erroneamente alla carta di debito come "Bancomat", sebbene esso sia solo il nome del circuito bancario più diffuso a livello nazionale.
Nel caso in cui il pagamento sia invece attinto da un credito precaricato, si parla più specificamente di carta prepagata ricaricabile. 
Il termine "di debito" deriva proprio dal fatto che gli importi, spesi presso esercizi commerciali e analoghi o prelevati presso gli sportelli automatici bancari  per mezzo della carta, vengono addebitati immediatamente sul conto del titolare: la valuta coincide con l'istante di pagamento, mentre la data operazione è solitamente in un momento successivo. 
Si possono prelevare contanti con carte di debito in qualsiasi paese del mondo; a volte le banche rimuovono il processo di conversione della valuta quando ricevono valuta da un bancomat all'estero.

## Etimologia
A dispetto del nome, le carte di debito non hanno a che fare con i debiti. "Carta di debito" è infatti la traduzione imprecisa dell'inglese "debit card", dove debit non significa "debito" bensì "addebito", e si riferisce al fatto che una somma spesa con la carta viene addebitata direttamente sul conto corrente collegato, a differenza di quanto avviene con le carte di credito.

## Descrizione
La carta di debito può essere utilizzata sia per pagare un servizio o una merce che per prelevare denaro.
L'ultima generazione delle carte, successiva alla tecnologia del microchip, è la tecnologia contactless: il termine descrive la modalità di lettura del microchip che avviene "senza contatto". Le carte contactless sono contraddistinte dal simbolo  e i POS abilitati si riconoscono sempre da tale simbolo racchiuso in un ovale. I pagamenti contactless per importi sotto una certa cifra (di solito non oltre € 25) non richiedono il codice PIN; a partire da 25 euro, la procedura è identica a quella che si avrebbe inserendo la carta nel lettore. 

### Circuiti di riferimento
Le carte di debito in Italia vengono sistematicamente ma erroneamente chiamate "carte bancomat". Bancomat è infatti un marchio registrato di proprietà del Consorzio Bancomat, ed è la denominazione commerciale che identifica il Circuito di debito nazionale per il prelievo di denaro contante da sportello automatico ATM (Automated Teller Machine). Dunque Bancomat individua uno solo dei circuiti esistenti, ma è quello più noto e diffuso in Italia, da cui l'erronea definizione; PagoBANCOMAT identifica invece il sistema di pagamento legato alle carte del circuito.
Altri circuiti di debito in Italia sono Maestro e Mastercard Debit, gestiti da MasterCard, e V-Pay e Visa Debit gestiti da Visa; proprio attraverso l'abbinamento (co-badging) tra Bancomat e uno di questi circuiti internazionali (specialmente i primi) la maggior parte delle carte di debito italiane sono abilitate anche all'uso internazionale.
Un altro circuito molto presente in Italia è Postamat di Poste Italiane, anch'esso legato ai circuiti di cui sopra.

### Carta di debito prepagata
Esistono poi le carte di debito di tipo prepagato: si tratta di un tipo di carta a scalare d'importo. Sostanzialmente è una sorta di borsellino elettronico che può essere ricaricato su richiesta del titolare. Per la particolarità del funzionamento non necessita di avere un conto corrente su cui essere appoggiata. La versione maggiormente diffusa è quella anonima ovvero non intestata ad un nominativo. Uno dei suoi utilizzi maggiori si ha per i pagamenti tramite Internet in quanto, nell'eventualità di un utilizzo fraudolento del numero della carta, si mettono a rischio solo gli importi caricati: per contro però, questo tipo di carte non offre solitamente alcun tipo di tutela in caso di frodi mentre le carte di credito tutelano generalmente il titolare.
Le carte prepagate ricaricabili possono essere ricaricate presso strutture convenzionate con l'emittente quando il possessore lo ritiene opportuno ad esempio quando si prevede di effettuare un pagamento di importo superiore a quello esistente sulla carta. Sono emesse da diversi soggetti del circuito bancario, postale e finanziario.

## Sicurezza
L'autorizzazione all'esecuzione dell'operazione finanziaria avviene grazie alla verifica dell'identità del titolare, tramite un codice di sicurezza o PIN (Personal Identification Number), e alla successiva autenticazione della carta presso il terminale attraverso la banda magnetica presente sulla carta o, sempre più spesso, attraverso il microchip (smart card).
Generalmente, gli emittenti delle carte di debito/credito prevedono per i titolari l'opzione di attivare un massimale di prelievo giornaliero (es. 250 euro) e un SMS informativo che notifica sul cellulare qualsiasi prelievo di contante agli ATM o pagamento al di sopra di una soglia minima preimpostata.

## Costi
Una carta di debito presuppone costi a carico del proprietario e/o utilizzatore e a carico dell'esercente/fornitore.
Generalmente parlando (alcune voci possono essere non applicabili o comunque oggetto di negoziazione), per il proprietario della carta i costi sono:
- una tantum (adesione, sostituzione, cessazione);
- canone periodico;
- commissione singolo impiego o ricarica (se prepagata).

Per chi riceve il pagamento o fornisce il servizio i costi (sempre generalmente) sono:
- una tantum associato alla sottoscrizione del servizio, del noleggio (raramente acquisto) del dispositivo di lettura (POS), installazione e configurazione;
- canone periodico;
- commissione[3] (generalmente variabile in funzione di diversi fattori: circuito, banca emittente, valore della transazione, ammontare del transato periodico, peso del cliente nei confronti della banca, ecc.). I costi sulla commissione possono essere in % sulla transazione e/o forfait a transazione;
- abbonamento telefonico alla linea fissa.

La commissione è applicata dalla banca su cui è appoggiato il conto corrente dell'esercente: questa trattiene una parte minore, il resto lo gira alla banca intestataria della carta di debito usata dal pagatore e quest'ultima banca, una volta dedotta una frazione per sé, gira la parte rimanente della commissione al circuito relativo alla carta di debito (questa frazione è rilevante essendo il business della società a capo del circuito della carta, a differenza degli istituti bancari).
Nel caso di acquisto su circuito Bancomat (e quindi vale solo per l'Italia) i costi sia per l'esercente che per il cliente (specie le commissioni) sono nettamente inferiori agli altri circuiti di carta di debito.
L'adozione, da parte dell'esercente o libero professionista, di soluzione mobile POS (cioè tramite app) permette ovviamente di eliminare i costi specifici di terminale di lettura tradizionale.